# Kaz Hayashi
Kazuhiro Hayashi (林和宏, Hayashi Kazuhiro) (né le 18 mai 1973 à Tokyo) plus connu sous le nom de Kaz Hayashi (カズ・ハヤシ, Kazu Hayashi) est un catcheur (lutteur professionnel), un entraîneur et un promoteur de catch japonais. Il travaille actuellement à la Wrestle-1.
Il commence sa carrière au début des années 1990 à l'Universal Wrestling Federation puis à la Michinoku Pro Wrestling sous le nom de Shiryu et porte alors un masque. Il part aux États-Unis où il travaille à la World Championship Wrestling (WCW) et y lutte démasqué sous le nom de Kaz Hayashi 1998 à 2001 et devient membre du clan Jung Dragons avec Jimmy Yang et Jamie-San.
Il rentre au Japon et rejoint l'All Japan Pro Wrestling. Il y remporte le tournoi Real World Junior Tag League en 2002 avec Jimmy Yang puis le tournoi Real World Tag League en 2003 avec Satoshi Kojima. En plus de remporter ces deux tournois, il détient une fois le championnat par équipes All Asia avec The Great Kosuke et le championnat du monde par équipes AJPW avec Kojima.
Il s'illustre aussi seul dans la division des poids lourds-légers avec deux victoires dans le tournoi Junior Tag League en 2011 et 2012 en plus d'être double champion du monde poids lourds-légers junior AJPW.
En 2013, il quitte l'AJPW pour aller à la Wrestle-1 (W-1) que vient de créer Keiji Mutō. Il y est champion par équipes de la W-1 à deux reprises d'abord avec Shūji Kondō puis avec Kotarō Suzuki. Il y est aussi champion du monde des trios de l'Universal Wrestling Association (UWA). En plus d'être catcheur, il est aussi le responsable du dojo de la W-1 qui entraîne les futurs catcheurs. Il devient le président de la W-1 dès avril 2017.

## Carrière de catcheur

### Début

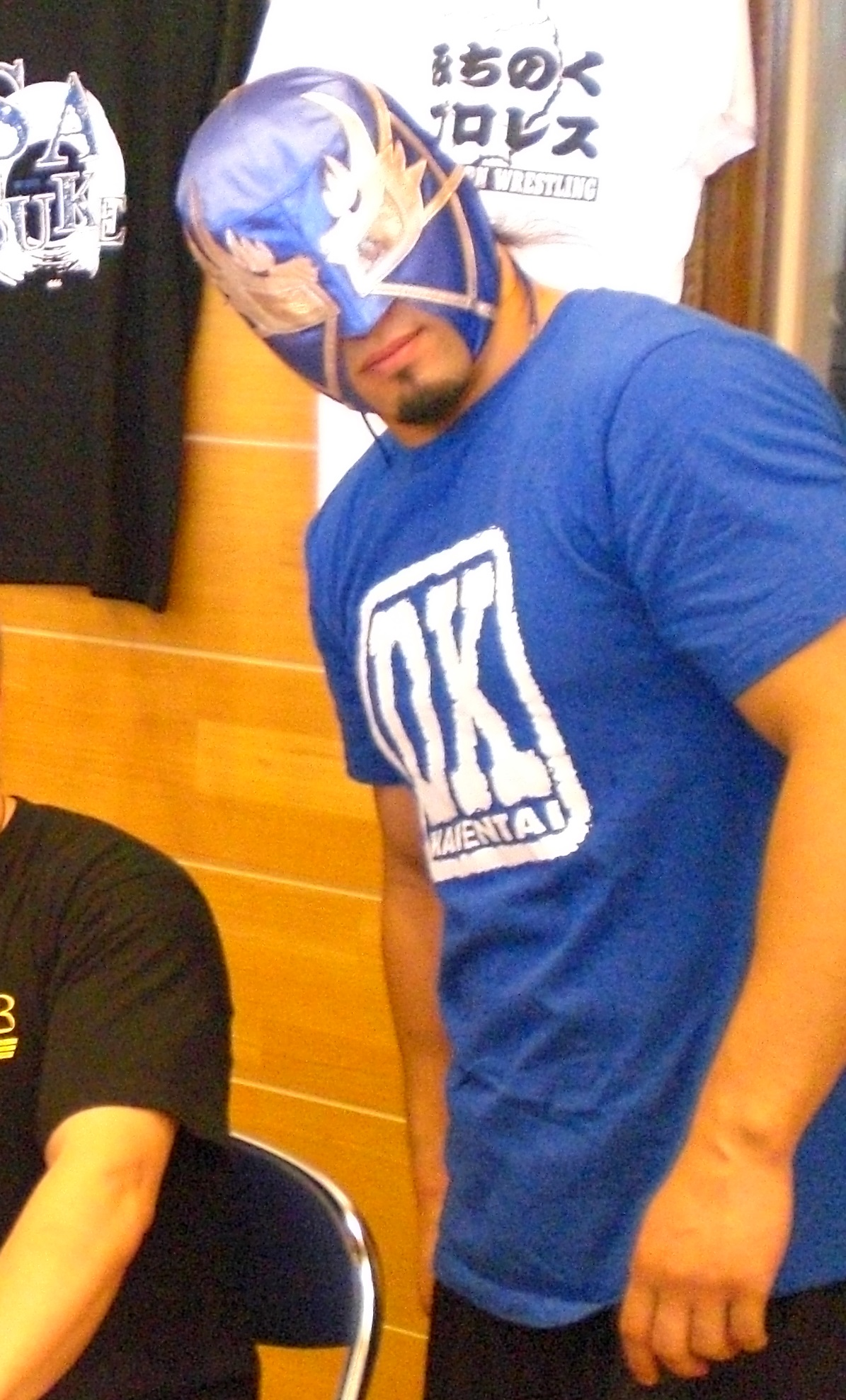
Kaz Hayashi (ici en 2008) avec un masque qu'il porte quand il incarne Shiryu.

Hayashi commence à s'entrainer au dojo de l'Universal Wrestling Federation (UWF) en décembre 1991. Il fait ses premiers combats un an plus sous le nom de Shiryu et porte un masque.
En 1993, il part avec d'autres catcheurs de l'UWF à la Michinoku Pro Wrestling. Il intègre le clan Kaientai qui devient Kaientai DX en 1996. Il y remporte son premier titre le 3 août 1996 et devient champion des poids moyen d'Amérique centrale et garde ce titre jusqu'à sa défaite face à Kendo le 17 décembre,.

### World Championship Wrestling
Il commence à travailler pour la World Championship Wrestling (WCW) début 1998 et lutte sans masque sous le nom de Kaz Hayashi. Pour son premier combat le 22 février, il perd face à Ultimo Dragon avant la diffusion de SuperBrawl VIII. Le lendemain, il dispute son premier match télévisé toujours face à Ultimo Dragon et le résultat est le même que la veille. En juillet, il signe un contrat de trois ans avec la WCW.
Durant son passage, la WCW l'utilise comme jobber et il perd la majorité de ses combats afin de mettre en valeur ses adversaires. Début 1999, il achète avec son manager Sony Onoo (en) l'équipement de Glacier qui s'inspire du personnage de Sub-Zero dans le jeu vidéo Mortal Kombat.
En 2000, il forme avec Jimmy Yang et Jamie-San le clan Jung Dragons. Ils commencent à être mis en valeur durant l'été et remportent le 13 août au cours de New Blood Rising un match de l'échelle face à 3 Count,.

### All Japan Pro Wrestling (2002–2013)

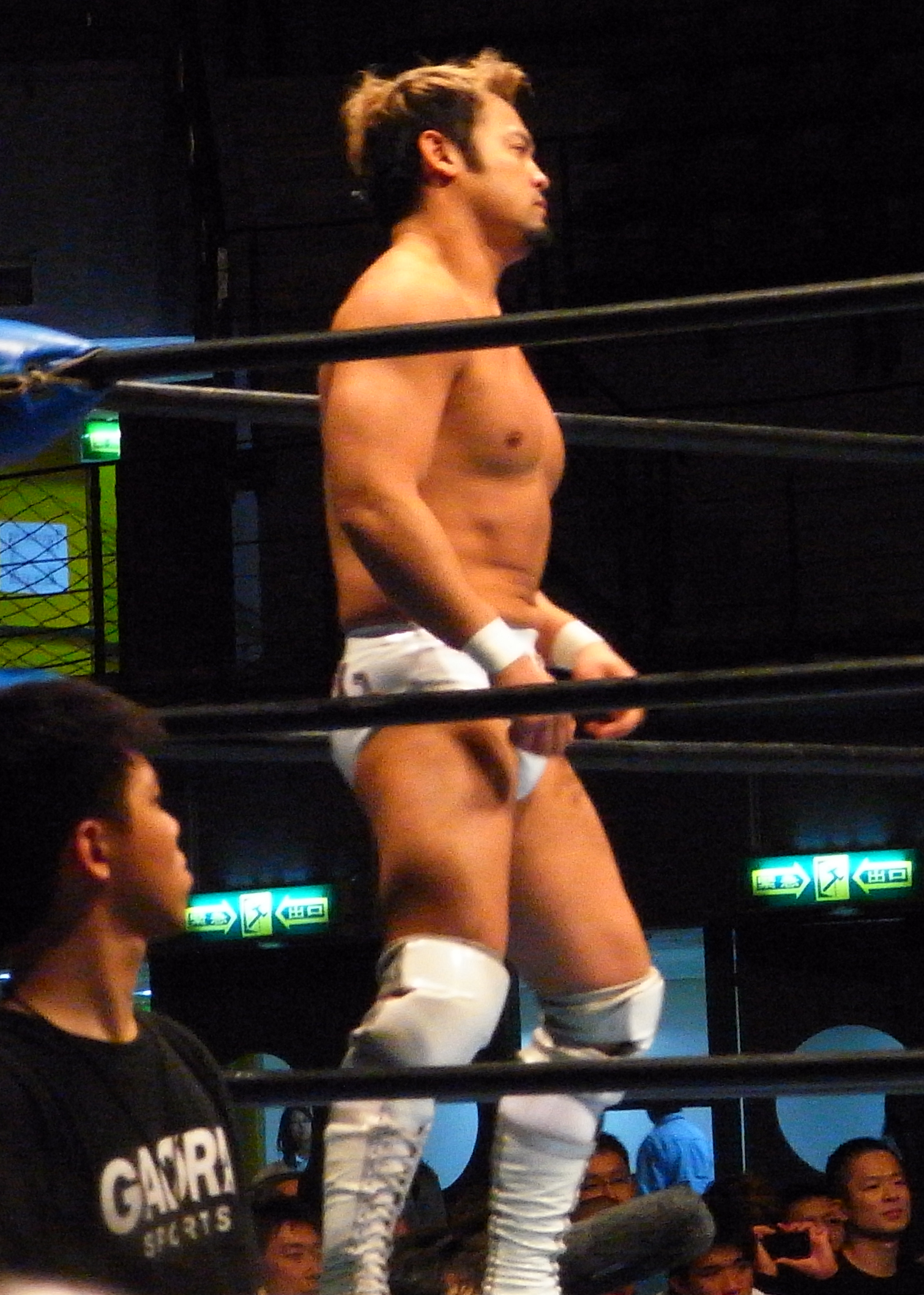
Hayashi en Novembre 2010

Après son retour au Japon, Hayashi décide de rejoindre la All Japan Pro Wrestling (AJPW) et son ami Keiji Mutoh l'une des top stars, et il remporte le titre AJPW World Junior Heavyweight Championship et celui de AJPW Unified World Tag Team Championship et AJPW All-Asia Tag Team Championship avec Satoshi Kojima. En 2006, Hayashi remporte le 2006 Junior Heavyweight Singles League Championship.
Miguel Hayashi Jr., Hayashi, PEPE Michinoku et El NOSAWA Mendoza et forment une équipe à l'AJPW Champions Carnival sousle nom de Mexico Amigos. Nobutaka Araya rejoint l'équipe Six-Man Action dans la rivalité entre Mexico Amigos et Araya/Fuchi/Hirai au the Carnival’s final show.
Après plusieurs match Minoru Suzuki, Nosawa offre à Suzuki une invitation à rejoindre les Mexico Amigos, mais il décline l'invitation. Ils changent leur nom en Mexico Amigos Black, le groupe s'attaque alors au groupe de Mazada les Samurai New Japan, Minoru Suzuki, et Voodoo Murders.
The Mexico Amigos fait équipe avec Ray Suzuki et battent Ryuji Hijikata, Kikutaro, T28 et Ryuji Yamaguchi. Le groupe se sépare avec un dernier "Viva Mexico".
Le 6 février 2009, il bat Naomichi Marufuji pour remporter le AJPW World Junior Heavyweight Championship pour la seconde fois.
Le 3 février 2012, il perd contre Kenny Omega et ne remporte pas le AJPW World Junior Heavyweight Championship. Lors de New Year Shinning Series 2013 New Year Days 2 - Tag 2, il perd contre Hiroshi Yamato dans un Junior Heavyweight Battle Royal Match qui comprenait également Andy Wu, Koji Kanemoto, Masanobu Fuchi, MAZADA, Shuji Kondo, SUSHI et TAKA Michinoku. Lors de Pro-Wrestling Love In Ryogoku 2013 ~ Basic & Dynamic, il perd contre Yoshinobu Kanemaru et ne remporte pas l'AJPW World Junior Heavyweight Championship.

### Pro Wrestling NOAH (2005-2012)
Lors de Great Voyage 2012 In Nagoya, Shuji Kondo, Suwama et lui battent Special Assault Team.

### Wrestle-1 (2013-2020)

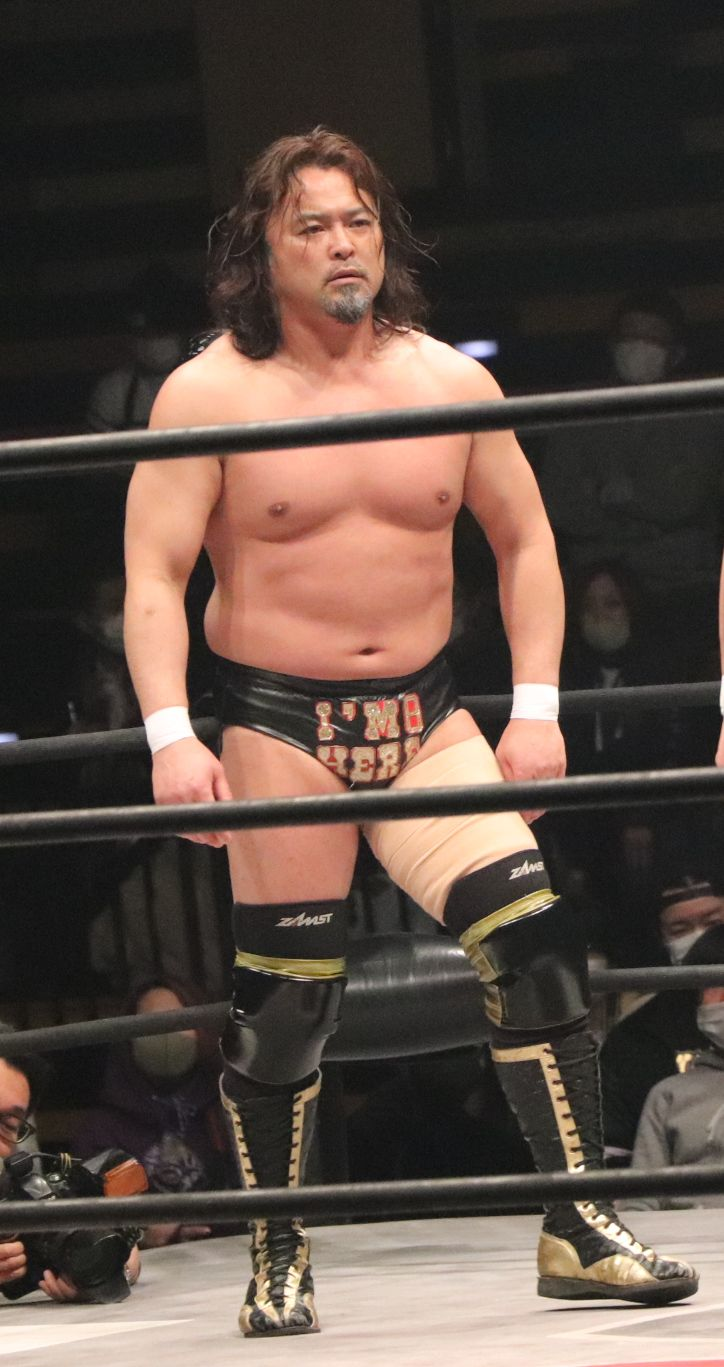
Hayashi en 2020, durant le dernier show de la W-1, Wrestle Wars

Le 10 juillet 2013, il est annoncé à la Wrestle-1, la nouvelle fédération créée par Keiji Mutō,,. Lors du show inaugural du 8 septembre, lui et Shūji Kondō perdent contre Daisuke Sekimoto et Yuji Okabayashi.
Dans le cadre d'une relation de travail entre la Wrestle-1 et la TNA, ils obtiennent une chance pour les TNA World Tag Team Championship en battant le 15 février 2014, Desperado (Kazma Sakamoto et Masayuki Kōno). Lors de Wrestle-1 's Kaisen: Outbreak, ils perdent contre The BroMans (Jessie Godderz et Robbie E) dans un three-way tag team match qui comprenait également The Wolves (Davey Richards et Eddie Edwards) et ne remportent pas les TNA World Tag Team Championship. Le 22 septembre, il perd contre Shūji Kondō dans le premier tour du Wrestle-1 Championship tournament. Lors de Bound for Glory (2014), il perd contre Samoa Joe dans un Triple Threat match qui incluait également Low Ki et ne remporte pas le TNA X Division Championship. Il participe ensuite au Tag League Greatest 2014 avec Shūji Kondō, ou ils remportent trois matchs pour une défaites, avançant jusqu'au demi finales. Le 30 novembre, ils battent Kai et Ryota Hama en demi - finale puis Akira et Manabu Soya en finale pour remporter le tournoi et devenir les premiers Wrestle-1 Tag Team Champions.
Le 12 juillet 2015, ils perdent les titres contre Jun Kasai et Manabu Soya. Le 9 octobre, il est trahi par Shūji Kondō qui forme un nouveau groupe avec Masayuki Kōno, Hiroki Murase et Shotaro Ashino.
Le 31 janvier, 2016, lui, Minoru Tanaka et Tajiri battent Jackets (Jiro Kuroshio, Seiki Yoshioka et Yasufumi Nakanoue) et remportent les vacants UWA World Trios Championship. Le 30 juillet, ils perdent les titres contre Andy Wu, Daiki Inaba et Seiki Yoshioka. Le 18 septembre, lui et Kotarō Suzuki battent TriggeR (“brother” YASSHI et Shūji Kondō) et remportent les vacants Wrestle-1 Tag Team Championship. Le 20 mars 2017, ils perdent les titres contre Koji Doi et Kumagoro. Le 9 avril, lui, Masayuki Kōno et Shūji Kondō battent New Era (Daiki Inaba, Kohei Fujimura et Yusuke Kodama) et remportent les UWA World Trios Championship. Le 16 avril, ils perdent les titres contre New Era (Andy Wu, Koji Doi et Kumagoro). Le 6 mai 2017, lui, Manabu Soya et Shūji Kondō battent New Era (Andy Wu, Koji Doi et Kumagoro) et remportent les UWA World Trios Championship.
Lors de Wrestle Wars 2020, il bat Katsuhiko Nakajima et remporte le Wrestle-1 Championship.

## Palmarès et accomplissements
- All Japan Pro Wrestling (AJPW)
  - 1 fois AJPW All Asia Tag Team Championship avec The Great Kosuke
  - 1 fois AJPW World Tag Team Championship avec Satoshi Kojima
  - 2 fois AJPW World Junior Heavyweight Championship
  - AJPW Junior League (2006)
  - AJPW Junior Tag League (2011) avec Kai
  - AJPW Junior Tag League (2012) avec Shūji Kondō
  - World's Strongest Junior Tag League (2002) avec Jimmy Yang
  - World's Strongest Tag Team League (2003) avec Satoshi Kojima

- Kaientai Dojo
  - 1 fois Strongest-K Championship

- Michinoku Pro Wrestling
  - 1 fois Central American Middleweight Championship

- Pro Wrestling Zero1
  - 1 fois NWA International Lightweight Tag Team Championship avec Leonardo Spanky

- Pro Wrestling Zero1
  - 1 fois Tokyo World Heavyweight Championship
  - 1 fois Tokyo Intercontinental Tag Team Championship avec Dick Togo

- Wrestle-1 (W-1)
  - 1 fois Wrestle-1 Championship (Dernier)
  - 3 fois UWA World Trios Championship avec Minoru Tanaka et Tajiri (1), Masayuki Kōno et Shūji Kondō (1) et Manabu Soya et Shūji Kondō (1)
  - 3 fois Wrestle-1 Tag Team Championship avec Shūji Kondō (2) et Kotarō Suzuki (1)
  - Tag League Greatest (2014) – avec Shūji Kondō

## Récompenses des magazines
- Pro Wrestling Illustrated

| Année | 1997 | 1998 | 1999 | 2000 | 2001       | 2002       | 2003 | 2004       | 2005 | 2006 |
| ----- | ---- | ---- | ---- | ---- | ---------- | ---------- | ---- | ---------- | ---- | ---- |
| Rang  | 226  | 160  | 134  | 117  | Non classé | 87         | 153  | 118        | 73   | 55   |
| Année | 2007 | 2008 | 2009 | 2010 | 2011       | 2012       | 2013 | 2014       | 2015 |      |
| Rang  | 151  | 339  | 119  | 151  | 134        | Non classé | 231  | Non classé | 289  |      |

- Tokyo Sports
  - Prix du catcheur technique 2010[33]